# シティーホール (テレビドラマ)
『シティーホール』（してぃいほうる）は、2009年4月29日から7月2日まで韓国SBSで放送されたテレビドラマ。全20話。
日本では、KNTVにて2009年12月7日から2010年2月9日まで毎週月曜火曜22時10分 - 23時25分で放送され、2010年2月1日から2月26日まで毎週月曜から金曜10時45分 - 12時00分で再放送された。その後、アジアドラマチックTVにて2010年3月3日から5月14日まで毎週水曜金曜20時30分 - 21時45分で放送され、2010年8月2日から8月27日まで再放送された。無料放送では、BSジャパン（現・BSテレ東）にて2011年2月2日から6月15日まで毎週水曜22時00分 - 22時54分で放送された。

## 概要
『オンエアー』『パリの恋人』のスタッフが送る政権ラブコメディ。主演のチャ・スンウォンとキム・ソナがSBS演技大賞優秀主演男優賞&主演女優賞をダブル受賞したドラマ。

## あらすじ
シン・ミレ（キム・ソナ）の勤める仁州市庁へ「将来の夢は大統領」の野心家チョ・グク（チャ・スンウォン）が副市長として赴任してくる。ミレはひょんなことから『イワシ娘大会』に参加することになった。若さはなくともその愛くるしい表現力で審査員を魅了し、見事グランプリを獲得するのだが、その賞金の所在を巡って濡れ衣を着せられ、市役所を解雇されてしまう。最初はミレと対立ばかりしていたグクも彼女のひたむきな姿や純粋さへと徐々に惹かれていき、ミレの市長選出馬をサポートしていく。

## キャスト

### 主な登場人物
- シン・ミレ：キム・ソナ

36歳独身。仁州市役所の下級公務員。飲み会・おしゃべり・友だち・義理人情のためなら金も身も惜しまずつぎ込んでしまう非・政治家的性格。
お茶汲みの毎日だったが、「イワシ娘大会」に出場し、人生が変わる。
- チョ・グク：チャ・スンウォン

39歳独身。将来は国のトップを目指すエリート。副市長として仁州市役所に乗り込み、自分の野望のために、ミレを利用しようとする。
しかし、正反対な気質のミレの事が次第に気になり始める。
- イ・ジョンド：イ・ヒョンチョル

44歳。仁州市の文化観光局長。ジュファと結婚したが対照的すぎてうまくいかなかった。
良き同僚のミレが市長になった後は副市長となってミレを支える。
- ミン・ジュファ：チュ・サンミ

36歳。資産家の娘で勝利党の仁州市議。勝ち気な性格で顔とボディが自慢。韓国のヒラリーを目指すが、ダンナがパッとしない。
親市長派として華麗な日々を送っていたが、ミレが市長となりピンチに陥る。

### その他の登場人物
- BB：チェ・イルファ

前国会議長
- ハ・スイン：イ・ジュニョク

グクの秘書
- コ・ブシル：ヨム・ドンホン

仁州市市長
- チョン・ブミ：チョン・スヨン

ミレの友人、仁州市庁の公務員
- コ・コヘ：ユン・セア

グクの婚約者
- ソ・ユハン：チェ・サンフン

仁州道庁道知事

## スタッフ
- 演出：シン・ウチョル
- 脚本：キム・ウンスク